# 台灣優良食品發展協會
台灣優良食品發展協會（英語：Total Quality Food Association，簡稱TQF協會）為台灣一個社團法人組織，負責中華民國食品安全品質驗證方案之管理與推動食品產業自主管理。

## 成立源起
1983年中華民國經濟部工業局導入美國《良好作業規範》（GMP）制度，鼓勵業者自願性加入食品GMP認證行列。
1994年通過GMP認證業者成立「台灣食品良好作業規範發展協會」簡稱GMP發展協會，推廣宣導食品GMP制度。
2015年3月台灣食品GMP發展協會轉型為「台灣優良食品發展協會」，並廣邀原物料業者、通路業、零售業者、學研專家、消費團體等加入。
2015年6月經濟部工業局將「台灣食品GMP推行方案與執行規章」及原GMP微笑標章移轉「台灣優良食品發展協會」管理。
2015年9月TQF驗證制度正式展開，授權第三方認證機構，財團法人全國認證基金會(Taiwan Accreditation Foundation, TAF)評鑑驗證單位，監督驗證流程。

## 沿革
- 1983年國家建設委員會責成經濟部工業局輔導食品工業實施食品GMP品保制度。
- 1989年經濟部食品GMP推行會報核定食品GMP認證體系實施規章，總計公告16項認證產品類別。
- 1994年5月6日 台灣食品GMP發展協會成立。媽媽塔食品有限公司蔡文林董事長擔任第一屆理事長。
- 1997年南僑集團陳飛龍會長當選第二屆理事長。
- 2000年陳飛龍會長連任第三屆理事長。
- 2003年味丹國際控股有限公司楊坤祥執行董事當選第四屆理事長。
- 2006年楊坤祥執行董事連任第五屆理事長。
- 2009年味全食品工業股份有限公司魏應充董事長當選第六屆理事長。
- 2011年開放食品添加物類別提出申請，總計認證產品類別達28項。
- 2012年魏應充董事長連任第七屆理事長。
- 2013年12月魏應充董事長因油品事件請辭理事長。
- 2013年12月補選之第七屆理事長，國立臺灣海洋大學孫寶年講座教授當選。
- 2015年3月17日轉型為「台灣優良食品發展協會」，擴大會員組成。[2]
- 2015年3月17日孫寶年講座教授連任第八屆理事長。
- 2015年6月經濟部移轉GMP微笑標章予TQF協會。[6][7]
- 2015年9月發布TQF驗證方案1.1版，開始實施TQF驗證方案。
- 2015年12月GMP標章全面停止使用(專案展延者除外)。
- 2016年1月TQF產品驗證方案全面實施。
- 2018年6月發布TQF驗證方案2.0版，接軌國際共同規範。[9][10]
- 2018年7月5日黃耀文講座教授當選第九屆理事長。
- 2021年8月21日公告發行《台灣優良食品驗證附加方案-TQF Clean方案》第1版。
- 2021年10月28日周能傳前工業局副局長當選第十屆理事長。

## 歷任理事長
| 屆      | 姓名    | 就職時間       | 卸任時間       | 經歷 |
| GMP時期 | GMP時期 | GMP時期        | GMP時期        | GMP時期 |
| ------- | ------- | -------------- | -------------- | --- |
| 1       | 蔡文林  | 1994年5月6日   | 1997年         | 媽媽塔食品有限公司董事長 |
| 2       | 陳飛龍  | 1997年         | 2003年         | 南僑集團會長 |
| 3       | 陳飛龍  | 1997年         | 2003年         | 南僑集團會長 |
| 4       | 楊坤祥  | 2003年         | 2009年         | 味丹國際控股有限公司執行董事 |
| 5       | 楊坤祥  | 2003年         | 2009年         | 味丹國際控股有限公司執行董事 |
| 6       | 魏應充  | 2009年         | 2013年12月     | 味全食品工業股份有限公司董事長 |
| 7       | 魏應充  | 2009年         | 2013年12月     | 味全食品工業股份有限公司董事長 |
| 7(補選) | 孫寶年  | 2013年12月     | 2015年3月17日  | 國立台灣海洋大學講座教授，美國羅格斯大學食品科學博士、國際食品科技學院會士(IAFoST Fellow)、美國食品科技學會會士(IFT Fellow) ，曾任國立台灣海洋大學水產學院(現生命科學院)第一任院長、食品科學系主任、國立海洋科技博物館首任籌備主任。 |
| TQF時期 |         |                |                | |
| 8       | 孫寶年  | 2015年3月17日  | 2018年7月5日   | 國立台灣海洋大學講座教授，美國羅格斯大學食品科學博士、國際食品科技學院會士(IAFoST Fellow)、美國食品科技學會會士(IFT Fellow) ，曾任國立台灣海洋大學水產學院(現生命科學院)第一任院長、食品科學系主任、國立海洋科技博物館首任籌備主任。 |
| 9       | 黃耀文  | 2018年7月5日   | 2021年10月28日 | 國立臺灣海洋大學食品科學系講座教授，上海交通大學講座教授，上海海洋大學講座教授，美國喬治亞大學食品科學系名譽教授，美國食品科技學會會士(IFT Fellow) ，國際食品科學院(IAFoST) 院士。                                                   |
| 10      | 周能傳  | 2021年10月28日 | 現任           | 經濟部工業局前副局長，食品良好作業規範發展協會執行顧問，日本健康美乃滋株式會社技術部研究員，台灣中油股份有限公司常務董事。 |

## 主要業務
- 【TQF培訓中心】TQF協會與國立海洋大學共同取得食品安全品質協會國際組織(Safe Quality Food Institute, SQFI)授權，台灣獨家主辦食品安全品質標準(Safe Quality Food, SQF)訓練課程，以及辦理各種食品安全與專業知識技能課程(包含HACCP)。
- 【TQF聯合檢驗服務中心】提供產品檢驗項目專業諮詢服務，提供會員廠商食安風險預警與評估，TQF會員檢驗室及協力檢驗單位提供專業檢驗服務。
- 【TQF驗證服務與輔導】TQF驗證制度符合GFSI食品安全驗證標準，協助台灣食品產業符合國際食安標準。
- 【食品法規與標示諮詢】食品法規動態趨勢諮詢服務，提供完整、即時與專業的法規依循建議。
- 【國際參展資訊與補助】協助會員廠商參加國際食品展，拓展國外市場。
- 【專家學者工廠健檢服務】食品專業之資深實務達人、教授，提供專業諮詢、並可預約到廠顧問服務。

## TQF驗證管理流程
1. 資料登錄：申請驗證範圍內，全數產品登錄TQF-ICT平台。
2. 提出申請：驗證機構受理申請。
3. 資格審查：驗證機構依據廠商提出之工廠與產品資料、TQF專門技術人員資格、工廠組織系統圖及從業人員工作配置圖表、廠房及主要機器設備配置圖、工廠硬體概況表、製程及品質管制工程圖(QC工程圖)、衛生管理標準書、製造作業標準書、品質管制標準書、管理制度標準書、原物料管理作業標準書、符合食品安全管制系統準則資料(HACCP)等，進行審查。
4. 現場評核：驗證機構依據TQF技術規範(通則或專則)進行現場評鑑。
5. 產品檢驗：驗證產品與同類產品全數驗證；驗證產品須全數抽驗，同類產品依風險比例抽驗。
6. 驗證決定：綜合現場評鑑與產品檢驗等結果，驗證單位判定是否通過驗證。
7. 簽(續)約、發證：簽約核發台灣優良食品驗證制度(TQF)產品驗證證書。
8. TQF標章使用：簽署標章使用同意書，申請使用TQF驗證標章。
9. 追蹤管理：後市場產品監測、無預警現場追蹤稽核(工廠現場評核、產品抽驗)，至少一年2次。

## 外部連結
- 台灣優良食品發展協會官網 （页面存档备份，存于）
- 6大功能與會員服務 （页面存档备份，存于）
- 台灣優良食品發展協會食品安全驗證流程 （页面存档备份，存于）
- 台灣優良食品發展協會的Facebook專頁
- 中華民國經濟部[永久]
- 經濟部工業局的Facebook專頁
- 衛生福利部（页面存档备份，存于）
- 衛生福利部食品藥物管理署（页面存档备份，存于）